# 8月19日
8月19日（はちがつじゅうくにち）は、グレゴリオ暦で年始から231日目（閏年では232日目）にあたり、年末まであと134日ある。

## できごと

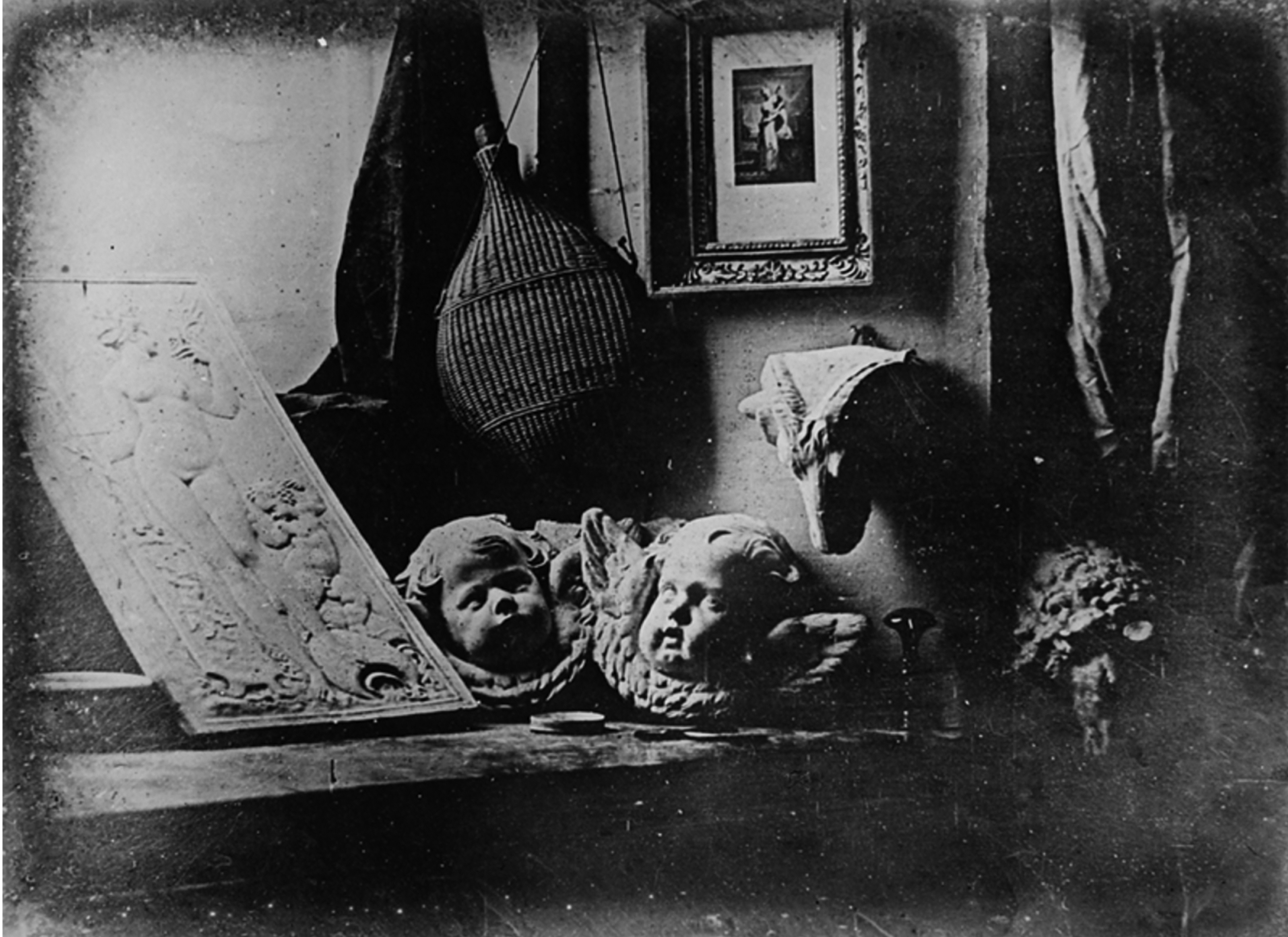
世界初の写真カメラ、ダゲレオタイプ発表(1839)。画像は1837年撮影

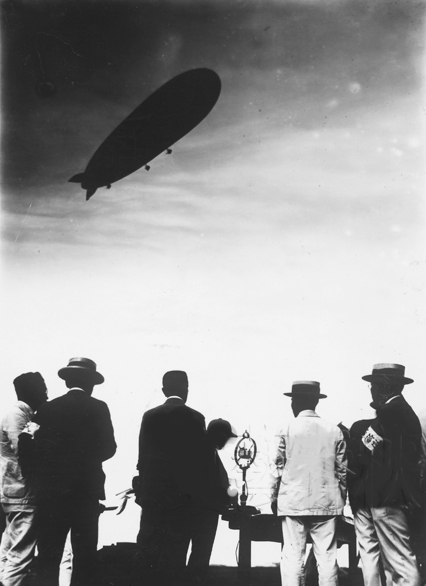
世界一周中の飛行船LZ 127、東京へ寄港(1929)

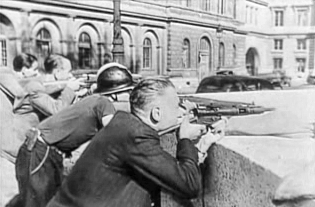
パリの解放はじまる(1944)

日本の降伏交渉(1945)。米C-54機でニコルス飛行場に到着した日本国政府全権。

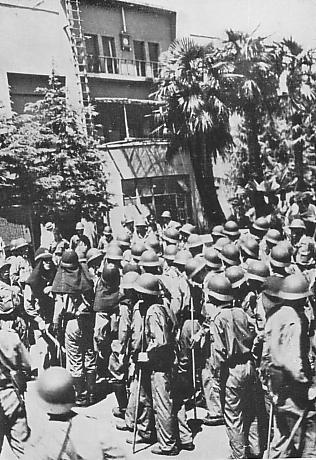
東宝争議、排除に米軍の兵器が用いられる(1947)

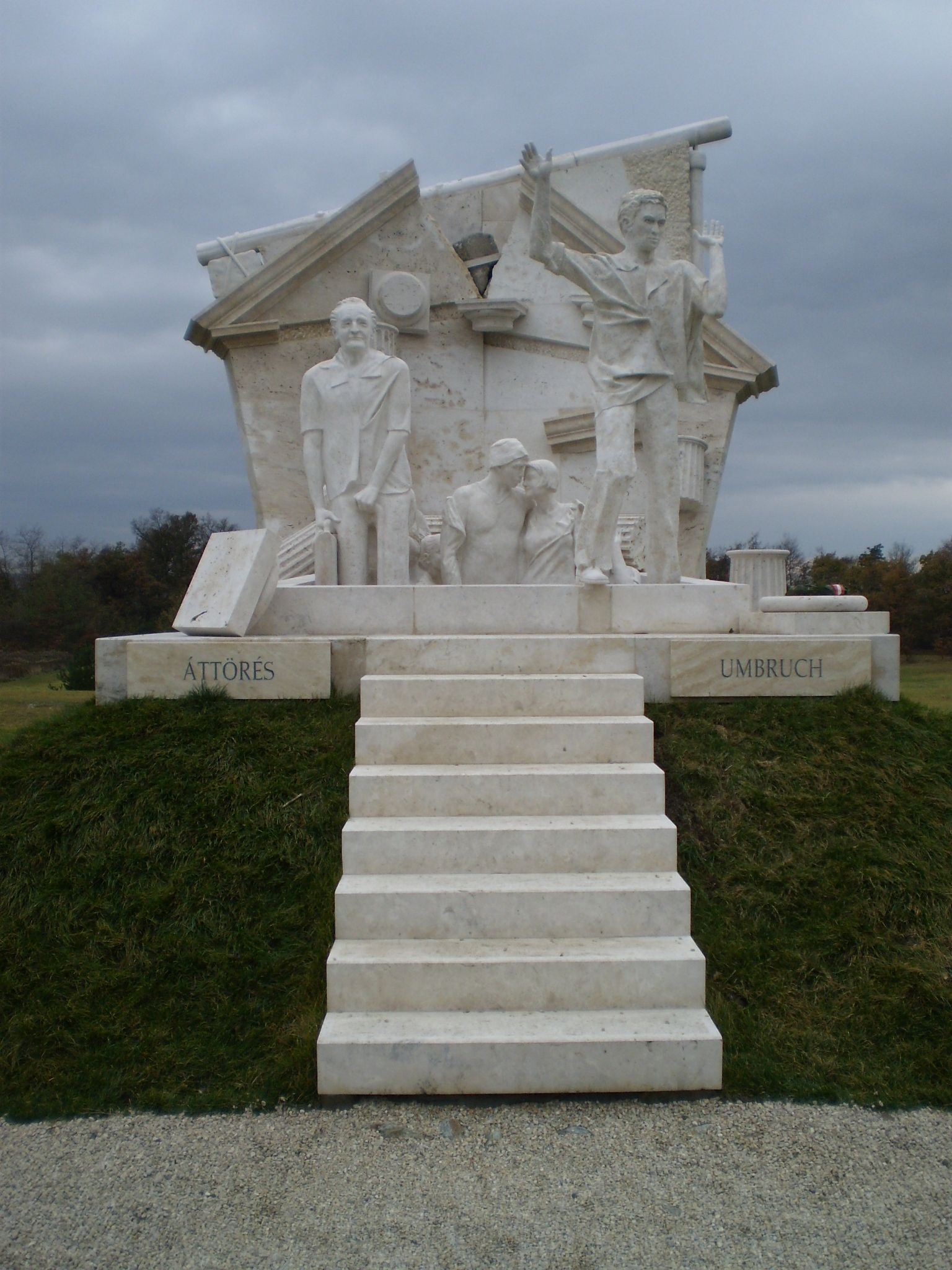
東ドイツ市民がハンガリー経由で大挙してオーストリアに亡命した汎ヨーロッパ・ピクニック(1989)

- 紀元前43年 - オクタウィアヌス（後の初代ローマ皇帝アウグストゥス）がローマに入城。元老院に自らを執政官に選出するよう強要する。
- 745年（天宝4載7月18日） - 唐の楊太真が玄宗皇帝の貴妃（楊貴妃）になる。
- 749年（天平勝宝元年7月2日） - 皇太子・阿倍内親王が即位し第46代天皇・孝謙天皇となる。
- 1227年（嘉禄3年7月6日） - 延暦寺の訴えで、浄土宗などの専修念仏を禁止。
- 1281年 （弘安4年7月27日） - 元寇: 弘安の役における鷹島沖海戦。 平戸島から太宰府目指して進軍する元軍と日本軍による海戦。
- 1284年（弘安7年7月7日） - 北条時宗の死去に伴い、長子の北条貞時が鎌倉幕府第9代執権に就任。
- 1574年（天正2年8月3日） - 越前一向一揆: 越前と近江の国境、木目峠を守護していた樋口直房が一揆勢力と独断で講和し退陣。越前国全域が一揆衆の勢力下になる。
- 1792年 - アメリカ独立戦争: ブルーリックスの戦い。
- 1839年 - ルイ・マンデ・ダゲールが世界初の実用的カメラ「ダゲレオタイプ」をフランス科学アカデミーに報告。
- 1858年（安政5年7月11日） - 日露修好通商条約締結。
- 1861年 - アルプス山脈5番目の高峰ヴァイスホルンがジョン・ティンダルらによって初登頂される。
- 1917年 - 第一次世界大戦: 第十一次イゾンツォの戦いが始まる。
- 1919年 - アフガニスタンがイギリスから独立。
- 1929年 - ドイツの飛行船「LZ 127」（ツェッペリン伯号）が世界一周飛行の途中で日本に到着し、霞ヶ浦航空隊基地に着陸。
- 1933年 - 第19回全国中等学校優勝野球大会の準決勝で中京商対明石中延長25回の試合。
- 1934年 - ナチス・ドイツ: アドルフ・ヒトラーをドイツの「Führer(指導者)」とすることが、国民投票の圧倒的多数（89.93%）で承認される。
- 1940年 - 新協劇団・新築地劇団が大弾圧を受け、団員や後援会関係者が検挙、劇団が解散させられる。
- 1942年 - 第二次世界大戦: ディエップの戦い。
- 1944年 - 第二次世界大戦・西部戦線: パリの解放が始まる。
- 1945年 - 日本の降伏: 陸軍参謀次長河邊虎四郎中将ら日本国政府全権が木更津飛行場より伊江島を経由してフィリピンマニラ市庁に到着し、連合国軍南西太平洋方面軍総参謀長サザランド陸軍中将と降伏交渉を行う（翌日帰国）。
- 1946年 - 全日本産業別労働組合会議（産別会議）結成。
- 1948年 - 第3次東宝争議: 砧撮影所に立てこもる組合員2,500人に対し、東京地裁が撮影所明渡しの仮処分を執行。米軍の戦車7台・飛行機3機などが投入され、組合員は撤退。
- 1951年 - 名古屋市の中日球場で、試合中にネット裏から出火し内野スタンドが全焼。死者3人。
- 1953年 - アジャックス作戦。CIAの工作によって、イランの油田国有化を主導していた首相モサッデグが辞任、亡命していたモハンマド・レザー・パフラヴィーがシャーの座に復帰。
- 1960年 - 冷戦・U-2撃墜事件: アメリカの偵察機U-2を操縦していたパイロットフランシス・ゲーリー・パワーズがソ連に対する諜報活動の廉により懲役3年、強制労働7年の判決を受ける。
- 1960年 - ソ連で有人宇宙船試験機スプートニク5号打ち上げ。2匹の犬ほか多数の動植物を搭載。
- 1961年 - 北美濃地震が発生。
- 1961年 - NHKのバラエティ番組『夢であいましょう』にて、『上を向いて歩こう』がテレビ初披露。
- 1962年 - 第44回全国高等学校野球選手権大会で作新学院が優勝し、史上初の春夏連覇を達成。
- 1963年 - 日本の映画会社大手5社が映画のテレビ放映制限を撤廃。
- 1965年 - 佐藤栄作が、日本の首相として戦後はじめて沖縄を訪問。
- 1969年 - 第51回全国高等学校野球選手権大会決勝再試合。前日、延長18回で引分けとなり、史上初の決勝戦引分け再試合を実施。
- 1970年 - 全日空アカシア便ハイジャック事件。
- 1972年 - 東大宇宙航空研究所が宇宙観測衛星「でんぱ」を打上げ。
- 1978年 - イランのアーバーダーン市内で映画館が放火される。観客ら377人が死亡[1]。
- 1980年 - サウジアラビア航空163便火災事故。
- 1980年 - 新宿西口バス放火事件。6人が死亡、14人が重軽傷。
- 1985年 - 宇宙科学研究所がハレー彗星探査機「すいせい」を打ち上げ。
- 1989年 - ハンガリーで大量の東ドイツ市民がオーストリアに越境する汎ヨーロッパ・ピクニックが起こる。
- 1991年 - ソビエト連邦の崩壊: ソ連8月クーデター。守旧派がゴルバチョフ大統領を軟禁し一時政権を掌握するが、ボリス・エリツィンロシア大統領の抵抗により失敗。
- 2002年 - フィジー南方沖でM 7.7の地震が2回発生。震源の深さは前者が580km、後者は675km。
- 2003年 - イラクの国連バグダード本部で爆破テロが発生。セルジオ・デメロ国連事務総長特別代表を含む24名が死亡、108名が負傷。
- 2016年 - リオデジャネイロオリンピック: 男子50km競歩で、荒井広宙が3位。同種目日本人初のメダル。

## 誕生日

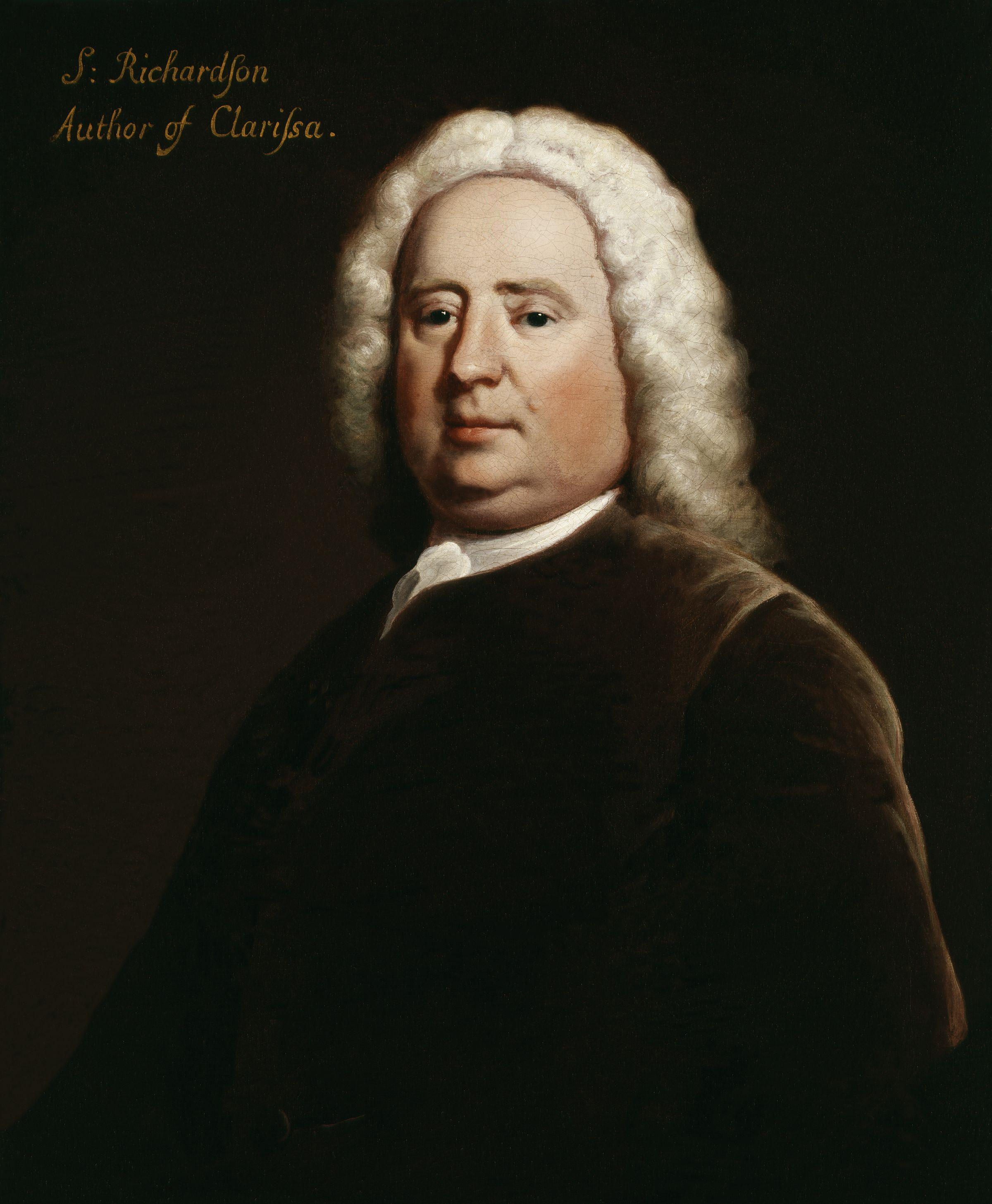
作家サミュエル・リチャードソン(1689-1761)誕生。

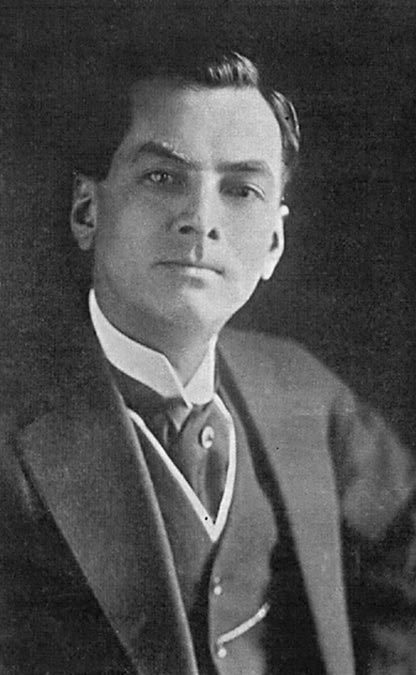
フィリピンの独立準備政府大統領マニュエル・ケソン(1878-1944)誕生。

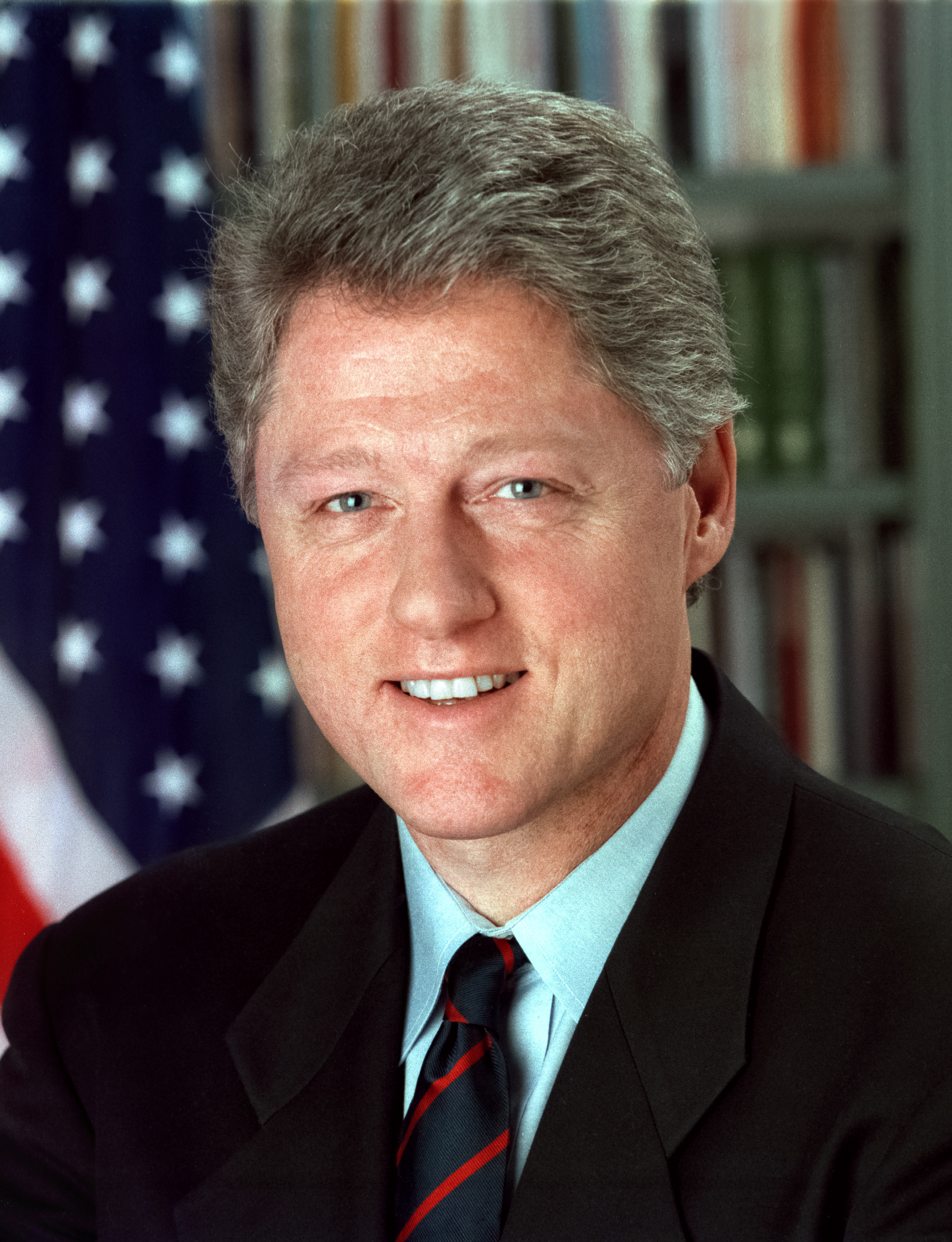
第43代アメリカ合衆国大統領、ビル・クリントン(1946-)誕生。

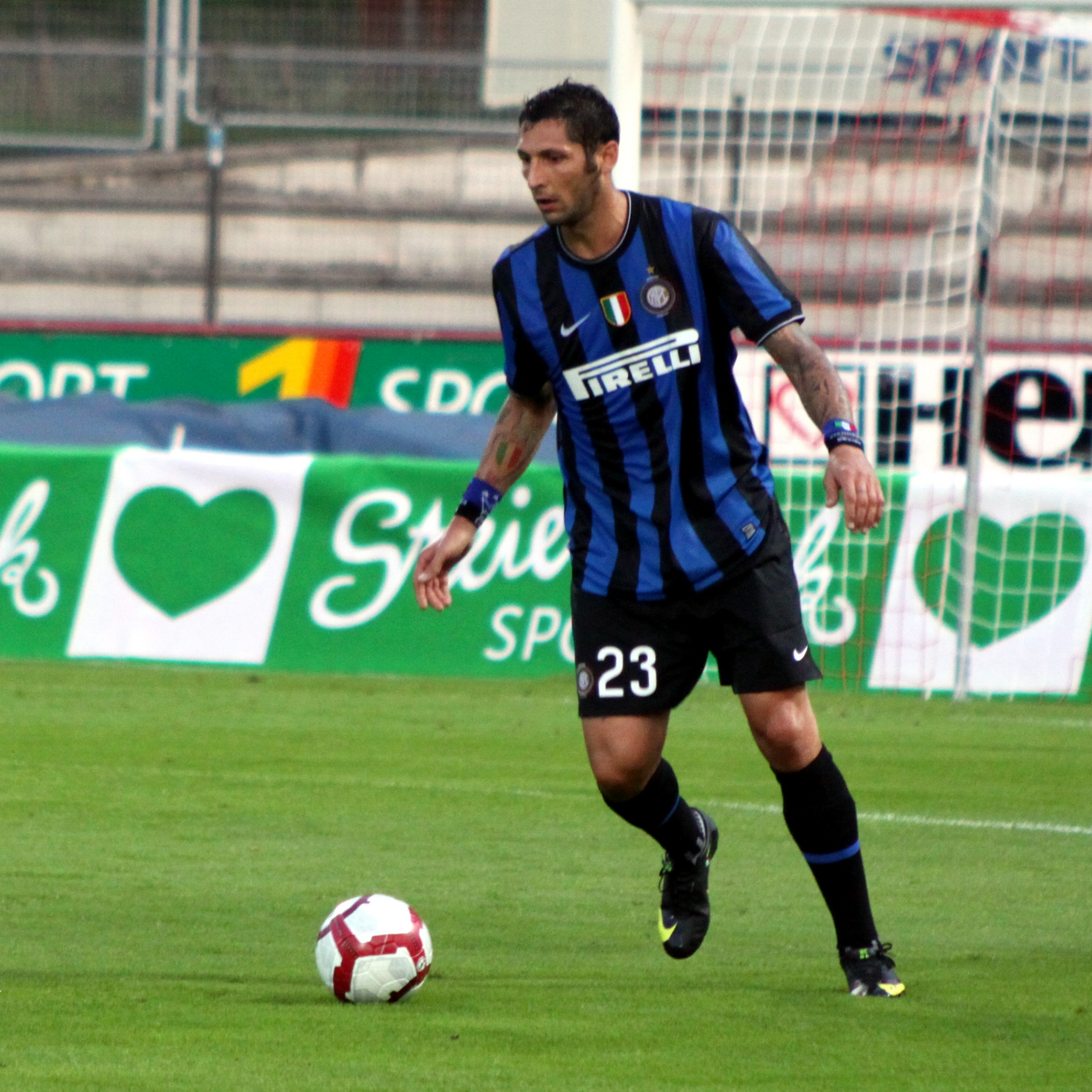
サッカー選手マルコ・マテラッツィ(1973-)誕生。

- 1596年 - エリザベス・ステュアート、ボヘミア王妃、チャールズ1世の姉（+ 1662年）
- 1646年 - ジョン・フラムスティード、天文学者（+ 1719年）
- 1689年 - サミュエル・リチャードソン、小説家（+ 1761年）
- 1743年 - デュ・バリー夫人、フランス国王・ルイ15世の公妾（+ 1793年）
- 1745年 - ヨハン・ゴットリーブ・ガーン、化学者（+ 1818年）
- 1750年 - ヨハン・ゲオルク・アウグスト・ガレッティ、歴史学者、地理学者（+ 1828年）
- 1750年 （寛延3年7月18日）- 森俊韶、第3代三日月藩主 （+ 1797年）
- 1813年（嘉慶18年7月24日） - 尚育、琉球国王（+ 1847年）
- 1830年 - ロータル・マイヤー、化学者、物理学者（+ 1895年）
- 1832年 （天保3年7月24日）- 木下利恭、第12代足守藩主・子爵 （+ 1890年）
- 1839年（天保10年7月11日） - 久米邦武、歴史学者（+ 1931年）
- 1847年（清道光27年7月9日） - 黄飛鴻、武術家、医師（+ 1924年）
- 1848年 - ギュスターヴ・カイユボット、画家（+ 1894年）
- 1852年（嘉永5年7月5日） - 矢吹璋雲、画家（+ 1927年）
- 1853年 - アレクセイ・ブルシーロフ、軍人（+ 1926年）
- 1865年（慶応元年6月28日） - 長岡半太郎、物理学者（+ 1950年）
- 1866年（慶応2年7月10日） - 中村不折、書家（+ 1943年）
- 1871年 - オービル・ライト、ライト兄弟の弟（+ 1948年）
- 1872年 - マチルダ・クシェシンスカヤ、バレエダンサー（+ 1971年）
- 1878年 - マニュエル・ケソン、政治家、第2代フィリピン大統領（+ 1944年）
- 1881年 - ジョルジェ・エネスク、音楽家（+ 1955年）
- 1883年 - ココ・シャネル、ファッションデザイナー（+ 1971年）
- 1886年 - 小林好日、国語学者（+ 1948年）
- 1889年 - アーサー・ウェイリー、東洋学者（+ 1966年）
- 1893年 - 安東聖空、書家（+ 1983年）
- 1900年 - 高田博厚、彫刻家（+ 1987年）
- 1900年 - ギルバート・ライル、哲学者（+ 1976年）
- 1901年 - 佐藤観次郎、ジャーナリスト、政治家（+ 1970年）
- 1903年 - 久保信、フィギュアスケート選手（+ 1991年）
- 1904年 - 川喜田壮太郎、銀行家、文化人、元百五銀行頭取（+ 1972年）
- 1906年 - フィロ・ファーンズワース、電気工学者（+ 1971年）
- 1909年 - イェジ・アンジェイェフスキ、小説家（+ 1983年）
- 1914年 - 早坂文雄、作曲家（+ 1955年）
- 1918年 - 沖克己、プロ野球選手（+ 1993年）
- 1920年 - ジョージ・パターソン、宣教師(+ 2012年)
- 1921年 - ジーン・ロッデンベリー、映画プロデューサー（+ 1991年）
- 1922年 - 近藤富枝、ノンフィクション作家（+ 2016年）
- 1923年 - 池谷三郎、アナウンサー、俳優（+ 2002年）
- 1924年 - ウィラード・ボイル、物理学者（+ 2011年）
- 1925年 - 渡辺宙明、作曲家、編曲家（+ 2022年）
- 1925年 - 北村義和、政治家（+ 1986年）
- 1926年 - 東千代之介、俳優（+ 2000年）
- 1926年 - 岸田文武、通産官僚、政治家、元中小企業庁長官（+ 1992年）
- 1927年 - ボブ・O・エバンズ、技術者、工学者（+ 2004年）
- 1929年 - 松下圭一、政治学者（+ 2015年）
- 1930年 - ギリヤーク尼ヶ崎、大道芸人、舞踏家
- 1930年 - 椎名素夫、政治家（+ 2007年）
- 1930年 - 上野修、ラジオプロデューサー（+ 2002年）
- 1931年 - 山口昌男、文化人類学者（+ 2013年）
- 1934年 - 降旗康男、映画監督（+ 2019年）
- 1934年 - ゴードン・ベル、技術者、工学者（+ 2024年）
- 1935年 - 八名信夫、俳優、元プロ野球選手
- 1935年 - 稲垣正夫、元プロ野球選手（+ 2015年）
- 1939年 - アラン・ベイカー、数学者（+ 2018年）
- 1942年 - 松本白鸚 (2代目)、歌舞伎役者
- 1942年 - フレッド・トンプソン、政治家、俳優（+ 2015年）
- 1944年 - ジル・フォコニエ、言語学者、認知科学者
- 1945年 - 榛名由梨、女優
- 1945年 - 中村秀仁、囲碁棋士
- 1945年 - イアン・ギラン、ミュージシャン（ディープ・パープル）
- 1946年 - 中島平三、言語学者、英語学者
- 1946年 - 島崎憲明、実業家
- 1946年 - ティ・ロン、俳優
- 1946年 - ビル・クリントン、政治家、第42代アメリカ合衆国大統領
- 1948年 - 前川清、歌手
- 1948年 - 星勝、作曲家
- 1948年 - 鈴木敏夫、プロデューサー
- 1948年 - 柴田政人、騎手、調教師
- 1951年 - 奥村晴彦、工学者、三重大学名誉教授
- 1951年 - ジョン・ディーコン、ミュージシャン（クイーン）
- 1952年 - 落合正利、柔道家
- 1952年 - 日高晶彦、元プロ野球選手
- 1952年 - 千野香織、美術史学者（+ 2001年）
- 1953年 - 青沼邦和、政治家、実業家
- 1953年 - ナンニ・モレッティ、映画監督、俳優
- 1953年 - ジョン・ベラミー・フォスター、社会学者
- 1954年 - 藤沢則雄、元調教師
- 1954年 - ネッド・ヨスト、元プロ野球選手、監督
- 1954年 - 轟二郎、俳優、タレント（+ 2020年）
- 1955年 - テリー・ハーパー、元プロ野球選手
- 1955年 - ピーター・ギャラガー、俳優
- 1955年 - 渡邊直人、実業家、王将フードサービス社長
- 1957年 - チェーザレ・プランデッリ、元サッカー選手、指導者
- 1958年 - 西本和美、元プロ野球選手
- 1958年 - ゲイリー・ガイエティ、元プロ野球選手
- 1959年 - 中島かずき、脚本家
- 1959年 - アンソニー・ガレア、医師
- 1959年 - 大塚淳弘、元プロ野球選手
- 1960年 - 乃南アサ、小説家
- 1961年 - 佐藤ゆかり、政治家
- 1961年 - よしだみほ、漫画家
- 1962年 - 風間トオル、俳優
- 1962年 - ヤガミトール、ミュージシャン（BUCK-TICK）
- 1962年 - 小野和幸、元プロ野球選手
- 1962年 - 宅八郎、オタク評論家（+ 2020年）
- 1963年 - Monday満ちる、ミュージシャン、女優
- 1963年 - ジョン・ステイモス、俳優
- 1963年 - ジョーイ・テンペスト、ミュージシャン（ヨーロッパ）
- 1964年 - 小野打泰子、航空自衛官
- 1964年 - 中村英夫、ベーシスト、作曲家、編曲家、音楽プロデューサー（+ 2014年）
- 1965年 - 藤枝慎治、元プロ野球選手
- 1965年 - キーラ・セジウィック、女優
- 1966年- 海老名淳、ドラマー、作曲家、音楽プロデューサー
- 1966年 - 田坂るり、アナウンサー
- 1966年 - 中上ちか、元女優
- 1967年 - 前川麻子、女優、脚本家、演出家、小説家
- 1967年 - 牧村一人、小説家、推理作家
- 1967年 - 髙橋次郎、政治家、政治記者
- 1967年 - 奥寺健、アナウンサー
- 1969年 - マルヤマタケシ、声優
- 1969年 - 立浪和義、元プロ野球選手、監督
- 1969年 - タイロン・ウッズ、元プロ野球選手
- 1969年 - マット・フランコ、元プロ野球選手
- 1969年 - マシュー・ペリー、俳優（+2023年）
- 1970年 - 長谷川真弓、女優
- 1970年 - 森麻季、ソプラノ歌手
- 1970年 - 土井敏之、アナウンサー
- 1970年 - 日笠雅人、元プロ野球選手
- 1970年 - ファット・ジョー、ラッパー
- 1971年 - 酒井由紀子、ピアニスト
- 1971年 - 中村謙一、ヨーヨー競技者
- 1971年 - ジョアン・ピント、サッカー選手
- 1971年 - メアリー・ジョー・フェルナンデス、テニス選手
- 1972年 - 米倉千尋、歌手
- 1972年 - 安西信行、漫画家
- 1972年 - 石神秀幸、実業家、ラーメン評論家
- 1972年 - 西田和嗣、キックボクサー、第3代全日本キックボクシング連盟ヘビー級王者
- 1972年 - サミー・チェン、歌手、女優
- 1972年 - ロベルト・アボンダンシェリ、サッカー選手
- 1973年 - 前田つばさ、女優
- 1973年 - 吉村夏枝、歌手（元Lip's）
- 1973年 - 石井江奈、アナウンサー
- 1973年 - 伊藤淳、元フットサル選手、指導者
- 1973年 - マルコ・マテラッツィ、サッカー選手
- 1974年 - ふかわりょう、お笑いタレント
- 1974年 - 鈴木智博、社会起業家
- 1974年 - 松原良香、元サッカー選手、指導者
- 1975年 - 鈴木あずさ、アナウンサー
- 1977年 - 早川大地、ミュージシャン（Sweet Vacation）
- 1977年 - マット・ホワイト、プロ野球選手
- 1978年 - 鶴岡聡、声優
- 1978年 - 三木聖美、バスケットボール選手
- 1978年 - 河村和奈、元女優
- 1978年 - 加藤泰子、元アナウンサー
- 1978年 - ロレンソ・パーラ、プロボクサー、WBAフライ級第35代王者
- 1978年 - クリス・カプアーノ、元プロ野球選手
- 1979年 - 小橋賢児、元俳優、DJ、実業家
- 1979年 - 杉本和範、政治家、福井県小浜市長
- 1979年 - 中村渉、元プロ野球選手
- 1979年 - ニーロ・セヴァネン、音楽家
- 1980年 - ディーン・フジオカ、俳優、歌手
- 1980年 - KENROKU、俳優
- 1980年 - 高畑百合子、アナウンサー
- 1980年 - 青柳勧、水球選手
- 1980年 - 飯田宏行、元プロ野球選手
- 1980年 - 荒川愛、元グラビアアイドル
- 1980年 - 西光海、元お笑いタレント（元カレー ）
- 1981年 - ユーデ・ブリトー、元プロ野球選手
- 1981年 - 福沢卓宏、元プロ野球選手
- 1982年 - 小見美幸、女優
- 1982年 - 橋本まつり、舞踏家、俳優
- 1982年 - 加賀龍哉、元バレーボール選手
- 1982年 - エリカ・クリステンセン、女優
- 1983年 - 海保エミリ、歌手、ダンサー、ファッションモデル、女優
- 1983年 - 坂東慧、ドラマー（T-SQUARE）
- 1984年 - 山村龍和、書家、書道家
- 1984年 - 長内真実、プロ雀士
- 1984年 - 浅間敬太、元プロ野球選手
- 1984年 - 青木良太、元サッカー選手
- 1984年 - アレッサンドロ・マトリ、元サッカー選手
- 1985年 - 榎木麻衣、アナウンサー
- 1985年 - 寺門亜衣子、NHKアナウンサー
- 1986年 - 藤田洋平、俳優、スタントマン、スーツアクター
- 1986年 - 近藤祐輔、元サッカー選手、F.C.大阪社長
- 1986年 - 木村沙織、元バレーボール選手
- 1986年 - 瀬長奈津実、元レースクイーン
- 1986年 - ユーリ・ラリオノフ、フィギュアスケート選手
- 1987年 - 西原亜希、女優
- 1987年 - 広川恵一、作曲家
- 1987年 - 根来新之助、バスケットボール選手
- 1987年 - ニコ・ヒュルケンベルグ、F1ドライバー
- 1988年 - 鎌田奈津美、タレント
- 1988年 - 花園直道、舞踏家、歌手
- 1988年 - 三浦実夏、アナウンサー
- 1988年 - 山本亮、ラグビー選手
- 1988年 - 熊谷豪士、プロアイスホッケー選手
- 1988年 - 沙耶、元プロレスラー
- 1988年 - ヴェロニカ・ロス、作家
- 1988年 - ビクトリア・クツゾワ（英語版）、テニス選手
- 1989年 - 廣神聖哉、元プロ野球選手
- 1991年 - イバン・フリオ、プロ野球選手
- 1991年 - 山下峻、元プロ野球選手
- 1991年 - 藤原聡、ミュージシャン（Official髭男dism）
- 1991年 - ラファエレティモシー、ラグビー選手
- 1991年 - 山口浩勢、陸上選手
- 1992年 - 清家麻里奈、ファッションモデル
- 1992年 - 成瀬功亮、元プロ野球選手
- 1992年 - 石橋拓也、元ラグビー選手
- 1994年 - シルクロード、YouTuber（Fischer's）
- 1994年 - 魅津希、総合格闘家
- 1994年 - 鈴木雅也、元俳優、シンガーソングライター
- 1994年 - 坂本工宜、元プロ野球選手
- 1994年 - 森雄大、元プロ野球選手
- 1994年 - ナフィサトゥ・ティアム、陸上競技選手[2]
- 1995年 - アレクサンドラ・ステパノワ、フィギュアスケート選手
- 1995年 - 水上颯、医師、元クイズプレイヤー
- 1996年 - 鈴木翔天、プロ野球選手
- 1997年 - 土屋李央、声優
- 1997年 - 月野もも、タレント、グラビアモデル、ゲーマー
- 1997年 - アカキ・タブツァゼ、ラグビー選手
- 1998年 - 安田陸矢、声優
- 1999年 - 東條なつ、AV女優
- 1999年 - 髙橋悠佳、バスケットボール選手
- 2000年 - 髙橋大翔、俳優、モデル
- 2000年 - 西尾桃、アナウンサー
- 2001年 - 蔀祐佳、アイドル（リルネード）
- 2001年 - 沈夢雨、サッカー選手
- 2002年 - 菜月ひかる、AV女優
- 2003年 - 増田來亜、女優、歌手、パフォーマー（Girls2）
- 2004年 - 和田麻希、サッカー選手
- 2005年 - 寺地隆成、プロ野球選手
- 2006年 - MINAMI、YouTuber
- 2007年 - 百田汐里、グラビアアイドル
- 生年不詳 - 藍川千尋、声優
- 生年不詳 - 大西綺華、声優
- 生年不詳 - 白砂沙帆、声優
- 生年不詳 - 竹内絢子、声優
- 生年不詳 - 長瀬ゆずは、声優
- 生年不詳 - 堀米学、声優
- 生年不詳 - 白石琴似、漫画家、イラストレーター
- 生年不詳 - なるき、アイドル（パンダドラゴン）
- 生年不詳 - CHI-MEY、シンガーソングライター、作詞家、作曲家
- 生年不詳 - 綾奈ゆにこ、脚本家
- 生年不詳 - 尾関雄哉、信越放送アナウンサー
- 生年不詳 - シマナガエナ、バーチャルYouTuber

## 忌日

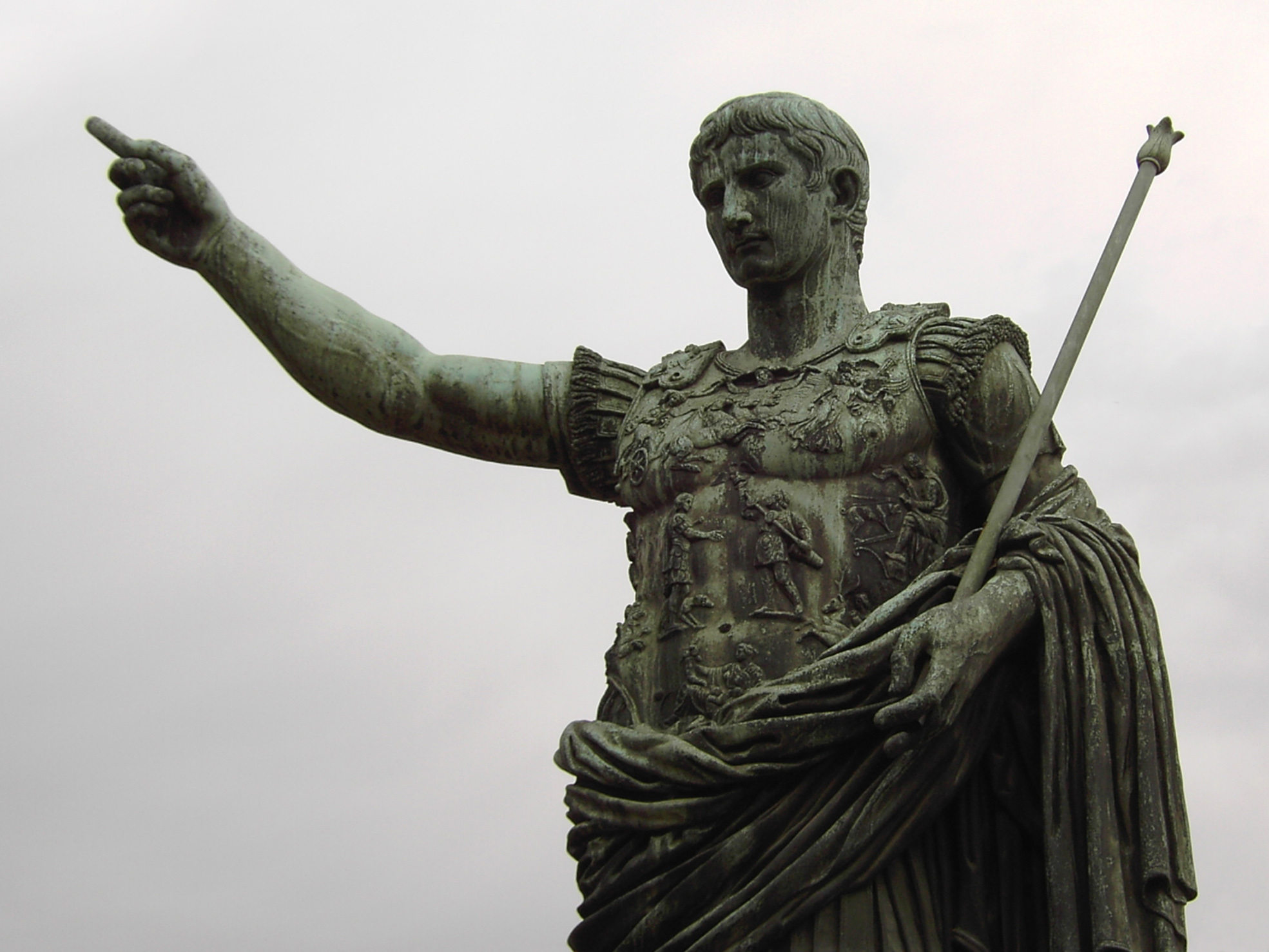
ローマ帝国初代皇帝アウグストゥス(BC63-14)没。

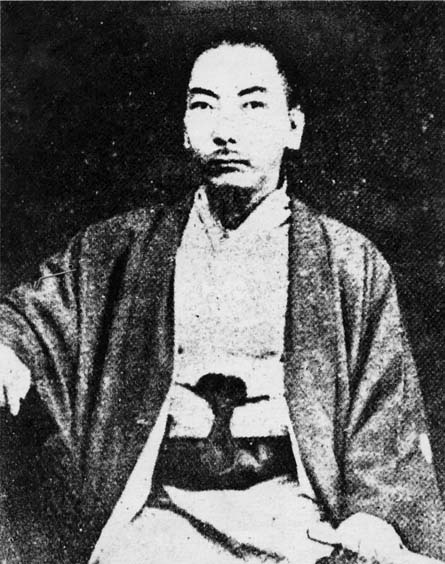
最後の琉球王国国王、尚泰(1843-1901)没。

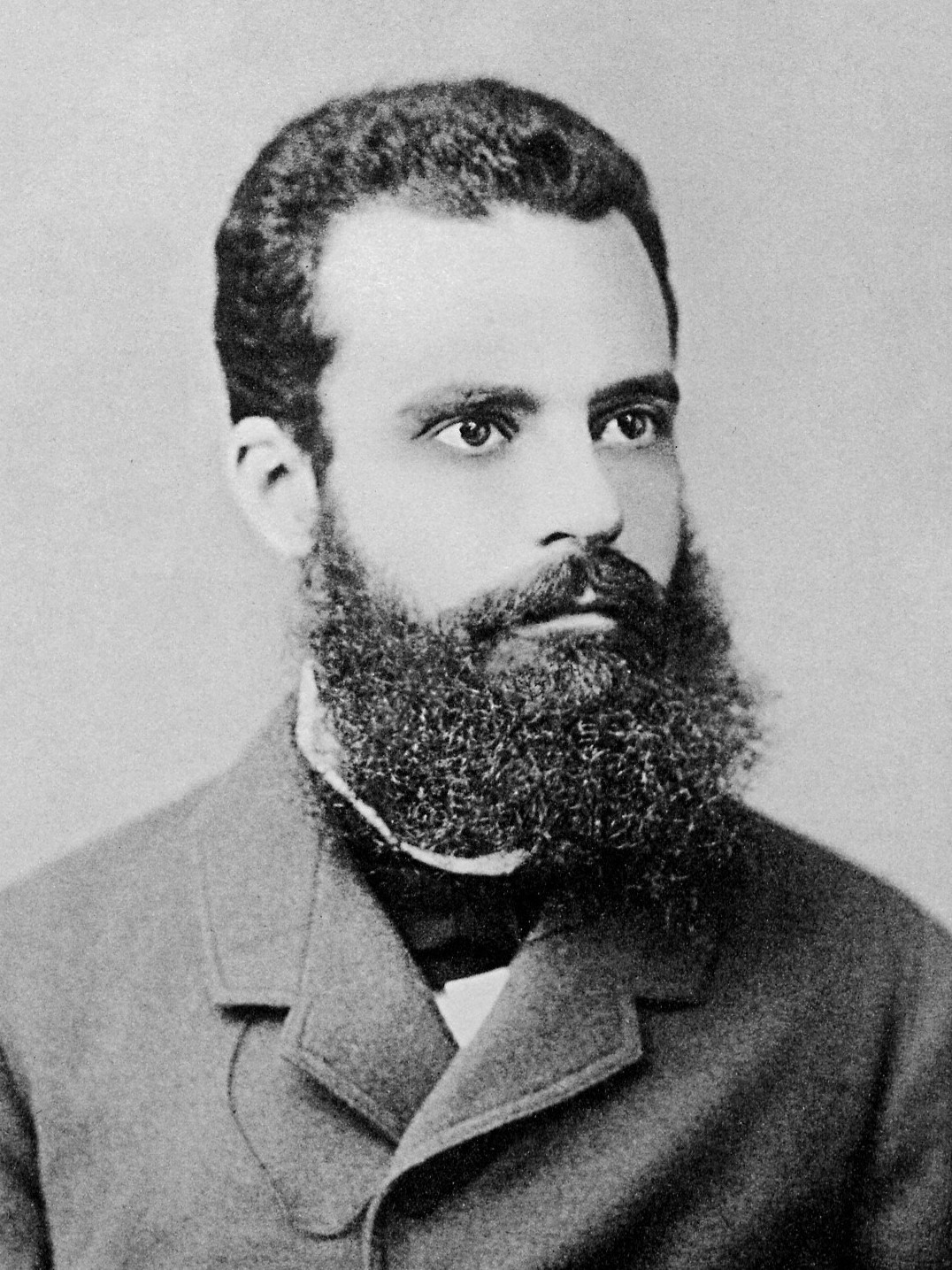
経済学者ヴィルフレド・パレート(1848-1923)没。パレート最適を提唱した厚生経済学のパイオニア。

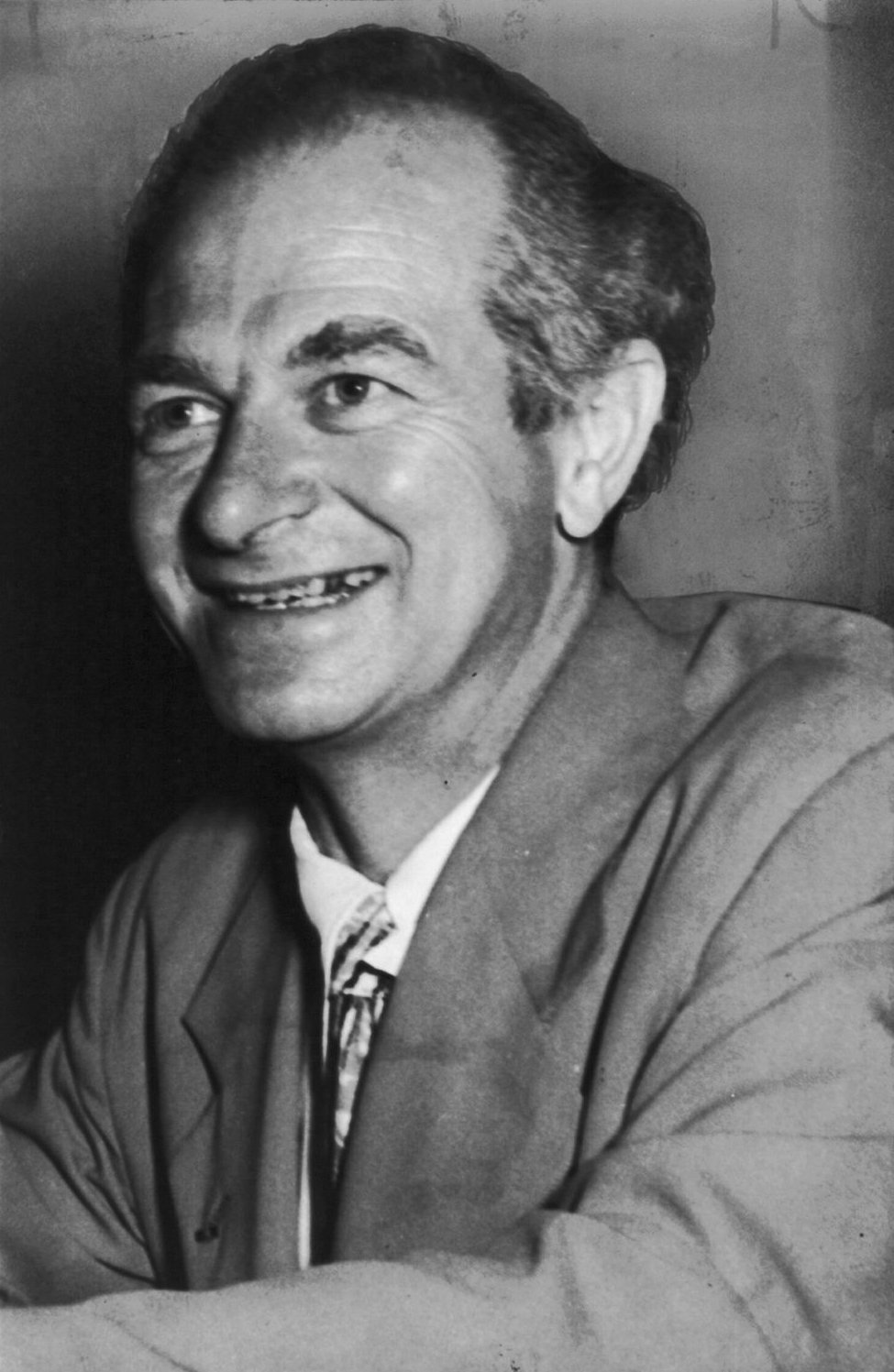
量子化学者・生化学者、ライナス・ポーリング(1901-1994)没。化学結合の性質を解明。また核兵器廃絶にも尽力。

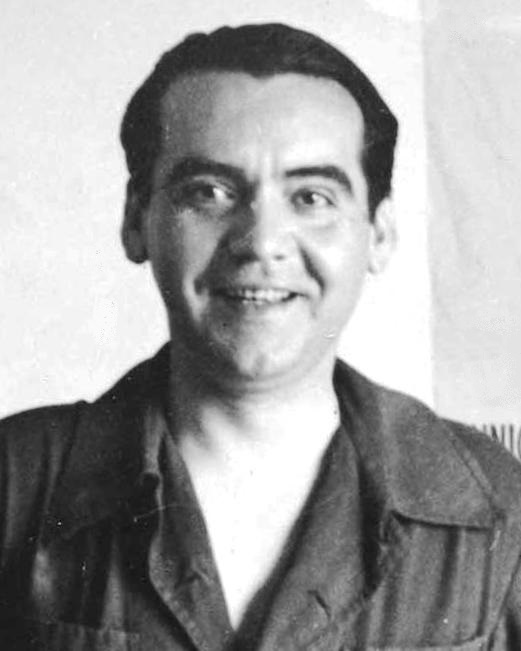
詩人フェデリコ・ガルシーア・ロルカ(1898-1936)、スペイン内戦で銃殺。作品は発禁となった。

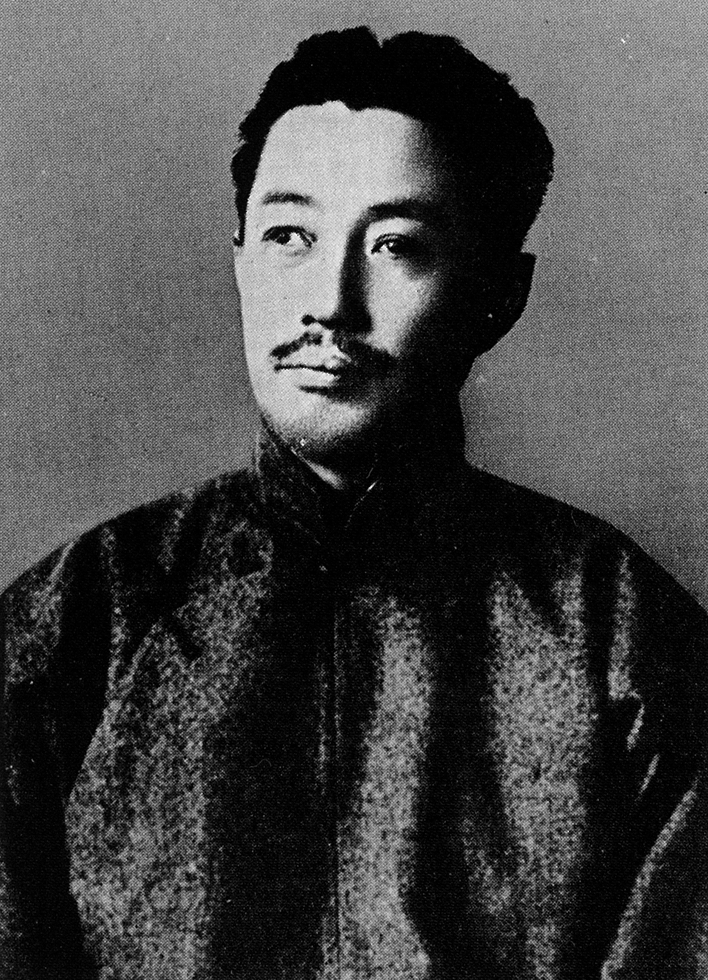
思想家北一輝(1883-1937)、二・二六事件の理論的首謀者として処刑。

### 人物
- 14年 - アウグストゥス、初代ローマ帝国皇帝（* 紀元前62年）
- 1493年 - フリードリヒ3世、神聖ローマ皇帝（* 1415年）
- 1506年 - アレクサンデル、リトアニア大公、ポーランド王（* 1461年）
- 1545年（天文14年7月12日） - 畠山義総、能登国の戦国大名（* 1491年）
- 1580年 - アンドレーア・パッラーディオ、建築家（* 1508年）
- 1657年 - フランス・スナイデルス、画家（* 1579年）
- 1662年 - ブレーズ・パスカル、物理学者、数学者（* 1623年）
- 1672年（寛文12年閏6月27日） - 山岡元隣、俳人、仮名草子作者（* 1631年）
- 1695年 - クリストファー・メレット（フランス語版）、医師、科学者（* 1614年）
- 1720年（享保5年7月16日） - 間部詮房、越後村上藩初代藩主、側用人（* 1666年）
- 1753年 - バルタザール・ノイマン、建築家（* 1687年）
- 1753年（宝暦3年7月21日） - 秋月種弘、第5代高鍋藩主（* 1687年）
- 1765年 - アクセル・フレドリク・クローンステッド、化学者（* 1722年）
- 1769年（明和6年7月18日） - 永井尚備、第2代加納藩主（* 1743年）
- 1773年 - フランチェスコ・ザーラ（英語版）、画家（* 1710年）
- 1782年 - フランチェスコ・デ・ムーラ、画家（* 1696年）
- 1783年 - フランツ・メッサーシュミット（英語版）、彫刻家（* 1736年）
- 1785年 - ヨーゼフ・イグナス・アッピアーニ（英語版）、画家（* 1706年）
- 1801年（享和元年7月11日） - 小沢蘆庵、歌人（* 1723年）
- 1822年 - ジャン＝バティスト・ジョゼフ・ドランブル、数学者、天文学者（* 1749年）
- 1822年（文政5年7月3日） - 木下俊懋、第11代日出藩主（* 1772年）
- 1856年 - シャルル・ジェラール、化学者（* 1816年）
- 1862年（文久2年7月24日） - 柳生俊順、第12代柳生藩主（* 1836年）
- 1876年 - ジョージ・スミス、考古学者（* 1840年）
- 1887年 - スペンサー・フラトン・ベアード、生物学者（* 1823年）
- 1889年 - オーギュスト・ヴィリエ・ド・リラダン、作家、詩人、劇作家（* 1838年）
- 1889年 - ジュール・コタール（英語版）、神経科医、精神科医、コタール症候群を提唱（* 1840年）
- 1891年 - ギェストゥル・パウルソン（アイスランド語版）、作家（* 1852年）
- 1900年 - ジャン＝バティスト・アッコーライ、作曲家、ヴァイオリニスト（* 1833年）
- 1901年 - 尚泰王、第19代琉球国王（* 1843年）
- 1905年 - ウィリアム・アドルフ・ブグロー、画家（* 1825年）
- 1914年 - 阿部正桓、第10代備後福山藩主（* 1852年）
- 1917年 - 菊池大麓、数学者、貴族院議員、文部大臣（* 1855年）
- 1918年 - オーヴィル・ヘンリー・ギブソン（英語版）、弦楽器製作者、ギブソン設立者（* 1856年）
- 1922年 - フェリペ・ペドレル、作曲家、音楽学者、音楽理論家（* 1841年）
- 1923年 - ヴィルフレド・パレート、経済学者、社会学者（* 1848年）
- 1924年 - フェルディナン・シュヴァル、郵便配達人（* 1836年）
- 1929年 - セルゲイ・ディアギレフ、芸術プロデューサー（* 1872年）
- 1932年 - ルイ・アンクタン、画家（* 1861年）
- 1936年 - フェデリコ・ガルシーア・ロルカ、詩人、劇作家（* 1898年）
- 1937年 - 北一輝、国家主義者（* 1883年）
- 1937年 - 西田税、思想家（* 1901年）
- 1937年 - 村中孝次、陸軍軍人（* 1903年）
- 1937年 - 磯部浅一、陸軍軍人（* 1905年）
- 1939年 - 市川松蔦 (2代目)、歌舞伎役者（* 1886年）
- 1939年 - 久慈次郎、野球選手（* 1898年）
- 1942年 - 葛西萬司、建築家（* 1863年）
- 1944年 - ヘンリー・ウッド、指揮者（* 1869年）
- 1944年 - ギュンター・フォン・クルーゲ、ドイツ陸軍元帥（* 1882年）
- 1945年 - オットー・ハイルマン、建築家（* 1886年）
- 1945年 - 蓮田善明、国文学者（* 1904年）
- 1947年 - 出淵勝次、外交官、参議院議員（* 1878年）
- 1950年 - ジョヴァンニ・ジョルジ、物理学者、電気工学者（* 1871年）
- 1953年 - 田村憲造、医学者、薬理学者、東京帝国大学名誉教授（* 1889年）
- 1957年 - カール＝グスタフ・ロスビー、気象学者（* 1898年）
- 1958年 - 石橋徳次郎、実業家、政治家、日本足袋（現アサヒシューズ） 創業者、元福岡県久留米市長（* 1886年）
- 1960年 - ルイス・バーンスタイン・ネイミア、歴史学者（* 1888年）
- 1962年 - 真島利行、化学者（* 1874年）
- 1967年 - ヒューゴー・ガーンズバック、小説家、SF作家（* 1884年）
- 1967年 - アイザック・ドイッチャー、マルクス主義思想家、ソ連研究者（* 1907年）
- 1968年 - ジョージ・ガモフ、物理学者（* 1904年）
- 1969年 - ミース・ファン・デル・ローエ、建築家（* 1886年）
- 1969年 - 中山義秀、小説家（* 1900年）
- 1971年 - メアリー・ブラウン（英語版）、プロテニスプレイヤー（* 1891年）
- 1974年 - 大久保徳二郎、作曲家、編曲家、映画音楽家（* 1908年）
- 1975年 - 木戸新太郎、俳優、タップダンサー（* 1916年）
- 1976年 - 梨本伊都子、元皇族（* 1882年）
- 1976年 - 冨士月子、浪曲師（* 1898年）
- 1977年 - グルーチョ・マルクス、喜劇俳優、マルクス兄弟の三男（* 1890年）
- 1980年 - オットー・フランク、アンネ・フランクの父、ホロコースト生還者（* 1889年）
- 1982年 - 田実渉、銀行家、元三菱銀行頭取（* 1902年）
- 1986年 - ハーマイオニー・バデリー（英語版）、女優（* 1906年）
- 1988年 - 土屋喬雄、経済学者（* 1896年）
- 1991年 - 飯田信夫、作曲家、指揮者（* 1903年）
- 1992年 - 瑳峨三智子、女優（* 1935年）
- 1994年 - ライナス・ポーリング、化学者（* 1901年）
- 1995年 - ピエール・シェフェール、作曲家（* 1910年）
- 1996年 - タチヤーナ・マーヴリナ、画家（* 1900年）
- 1998年 - シルヴィア・スタールマン（英語版）、ソプラノ歌手（* 1929年）
- 1999年 - 柴田英治、プロ野球選手（* 1930年）
- 2000年 - ハリー・オッペンハイマー、実業家（* 1908年）
- 2001年 - 伊谷純一郎、人類学者（* 1926年）
- 2001年 - 高原須美子、経済評論家、元経済企画庁長官、第12代日本体育協会会長、第4代セントラル・リーグ会長（* 1933年）
- 2001年 - ドナルド・ウッズ、ジャーナリスト（* 1933年）
- 2002年 - 﨑田隆夫、内科医、医学者（* 1920年）
- 2002年 - エドゥアルド・チリーダ、彫刻家（* 1924年）
- 2002年 - 引田英雄、映画監督（* 1931年）
- 2004年 - ハリー・タイトル、映画プロデューサー（* 1909年）
- 2005年 - 高橋亘、哲学者、宗教学者（* 1909年）
- 2005年 - 飯田保[3]、実業家、テンアライド創業者（* 1926年）
- 2006年 - 藤本四八、写真家（* 1911年）
- 2006年 - 笠原一男、歴史学者、東京大学名誉教授（* 1916年）
- 2006年 - オスカー・ミゲル（英語版）、サッカー選手（* 1927年）
- 2007年 - 中野シツ、スーパーセンテナリアン（* 1894年）
- 2007年 - 中田武雄、政治家、元福島県いわき市長（* 1918年）
- 2007年 - 谷田昌平、文芸評論家（* 1923年）
- 2007年 - 南風洋子、女優（* 1930年）
- 2008年 - 中川浩一、地理学者、茨城大学名誉教授、鉄道史研究家（* 1931年）
- 2008年 - 山田耕嗣、放送評論家（* 1940年）
- 2008年 - レビ・パトリック・ムワナワサ、政治家、第3代ザンビア大統領（* 1948年）
- 2009年 - ヴァルター・ヤコビ、ロケット科学者（* 1918年）
- 2009年 - ドン・ヒューイット、元テレビプロデューサー（* 1922年）
- 2009年 - 近藤玲子、舞踊家（* 1923年）
- 2009年 - 木村洋二、社会学者（* 1948年）
- 2010年 - スカンドル・アクバ、元プロレスラー・リングマネージャー（* 1934年）
- 2011年 - ラウル・ルイス、映画監督（* 1941年）
- 2012年 - トニー・スコット、映画監督、映画プロデューサー（* 1944年）
- 2013年 - シダー・ウォルトン、モダンジャズピアニスト（* 1934年）
- 2014年 - 脇村典夫、実業家、第6代大林組社長（* 1939年）
- 2015年 - 大嶺俊順[4]、映画監督（* 1934年）
- 2015年 - 速水翼、漫画家（* 生年不詳）
- 2016年 - オラシオ・サルガン、タンゴ音楽家（* 1916年）
- 2016年 - ドナルド・ヘンダーソン（英語版）[5]、医師（* 1928年）
- 2016年 - ニーナ・ロマシェコワ、円盤投げ選手、1952年ヘルシンキ五輪・1960年ローマ五輪金メダリスト（* 1929年）
- 2016年 - 赤尾昭彦、実業家、元セイコーマート会長（* 1940年）
- 2017年 - ブライアン・オールディス、小説家（* 1925年）
- 2017年 - 村田一、経営者、元昭和電工社長（* 1926年）
- 2017年 - 高松雄一、英文学者、東京大学名誉教授（* 1929年）
- 2018年 - 森岡賢一郎、作曲家（* 1934年）
- 2018年 - 高木新二郎、弁護士（* 1935年）
- 2018年 - 八田正、プロ野球選手（* 1936年）
- 2018年 - 仲野和男、プロ野球選手（* 1961年）
- 2019年 - ジャン・ラフ・オハーン、人権活動家（* 1923年）
- 2019年 - 和田一夫、実業家、元ヤオハン代表（* 1929年）
- 2019年 - セルジオ・ペルティカローリ、ピアニスト（* 1930年）
- 2019年 - 利谷信義、法学者、東京大学・お茶の水女子大学・東京経済大学名誉教授（* 1932年）
- 2020年 - ボリス・パトン、金属工学者、ウクライナ国立学士院会長（* 1918年）
- 2020年 - 山崎正和、劇作家（* 1934年）
- 2020年 - 中込良廣、核物理学者、京都大学名誉教授（* 1944年）
- 2020年 - 恵口公生、漫画家（* 1997年）
- 2021年 - 花見忠、法学者、上智大学名誉教授（* 1930年）
- 2021年 - 李行、映画監督（* 1930年）
- 2021年 - 千葉真一、俳優（* 1939年）
- 2021年 - ビル・フリーハン、元プロ野球選手（* 1941年）
- 2021年 - マイケル・カレン、政治家、経済学者、元ニュージーランド副首相・財務大臣（* 1945年）
- 2022年 - テクラ・ユニェヴィチ、スーパーセンテナリアン（* 1906年）
- 2022年 - 友岡子郷、俳人（* 1934年）
- 2022年 - ウォーレン・バーンハート、ピアニスト（* 1938年）
- 2022年 - 潮見佳男、法学者、京都大学教授（* 1959年）
- 2023年 - 福島和夫、作曲家、音楽学者、元上野学園大学日本音楽史研究所所長（* 1930年）
- 2023年 - カルロ・マッツォーネ、プロサッカー選手、監督（* 1937年）
- 2023年 - ジョン・ワーノック、プログラマー、アドビ共同設立者（* 1940年）
- 2023年 - 鈴木一誌、グラフィックデザイナー、映画批評家（* 1950年）
- 2023年 - 山本二三、アニメーション監督、美術監督（* 1953年）
- 2024年- マリア・ブラニャス、スーパーセンテナリアン（* 1907年）
- 2024年 - 伊藤隆、歴史学者、東京大学名誉教授（* 1932年）
- 2024年 - 福岡忠雄、英文学者、関西学院大学名誉教授（* 1942年）
- 2024年 - 石川好、作家、元秋田公立美術工芸短期大学学長（* 1947年）
- 2024年 - 高橋克明、俳優（* 1964年）
- 2025年 - luz、歌い手（* 1993年）

### 人物以外（動物など）
- 2002年 - サンデーサイレンス、競走馬（* 1986年）
- 2006年 - ラインクラフト、競走馬（* 2002年）

## 記念日・年中行事
- 世界人道デー
2003年8月19日にイラクの首都バグダッドで22名がいのちを落とした国連事務所爆破事件を機に制定された。世界各地で人道支援活動を続ける人々に捧げられる日であるとともに、職務の最中に亡くなった人々を偲び、また人道支援の精神を全世界をあげて尊ぶ日。
- 主の顕栄祭（ユリウス暦を使用する正教会）
- 独立記念日（英語版）（ アフガニスタン）
1919年のこの日、ラワルピンディ条約（英語版）によりアフガニスタンがイギリスより独立したことを記念する祝日。
- 航空の日（英語版）（ アメリカ合衆国）
ライト兄弟の弟、オーヴィル・ライトの1867年の誕生日を記念してフランクリン・ルーズベルト大統領が1939年に制定したアメリカ合衆国の記念日。
- 医師の日( 中華人民共和国)
- 俳句の日、俳句記念日（ 日本）
8月19日の「819」が「はいく」と読めることから。京都教育大学教授で正岡子規研究家の俳人・坪内稔典が提唱[6]。また、俳句作家の上野貴子が主宰する「おしゃべりHAIKUの会」はこの日を『俳句記念日』としており、こちらは日本記念日協会により記念日に認定されている[7]。
- バイクの日（ 日本）
8月19日の「819」が「バイク」と読めることから。総務省交通安全対策室が1989年に制定。
- ハイキュー!!の日（ 日本）
週刊少年ジャンプ連載中の古舘春一の漫画『ハイキュー!!』にちなんだ記念日。「８(ハ)１(イ)９(キュー)」の語呂合わせからきている。2015年秋のアニメ続編放送と劇場版放映記念に『ハイキュー!! セカンドシーズン』製作委員会の名義で、日本記念日協会に申請し、正式に記念日として登録された[8]。